# Institut Català d'Antropologia
L'Institut Català d'Antropologia és una institució científica dedicada a la recerca i difusió de l'Antropologia a Catalunya. Va néixer l'any 1978 a Barcelona a iniciativa d'un grup d'antropòlegs amb l'objectiu de crear un espai de discussió i aprofundiment de la recerca antropològica, així com per a crear nexes amb la societat i la cultura catalanes. El seu president fou Josep Maria Batista i Roca. Forma part de la Federación de Asociaciones de Antropología del Estado Español (FAAEE) i del World Council of Anthropological Associations. A les seves activitats divulgatives han participat diversos especialistes de renom, entre els quals destaquen Pierre Bonte, Jimmy Fernández, Jonathan Friedman, Maurice Godelier, Mike Gilrenan, tractant temes com les minories ètniques i els grups ètnics, marginació social, societats indígenes americanes i africanes, societats rurals i urbanes, moviments migratoris, metodologia i pensament històric, antropologia i salut, treball i família, estudis de gènere, parentiu i l'etnomusicologia.
Pel que fa a les seves publicacions, destaquen els Quaderns, els Quaderns-e, Breus Icaria i ICA-Icària.

## Presidents/es
- 1978 - ?? Josep Maria Batista i Roca
- Joan Frigolé
- Joan Bestard Camps
- 2002 - 2016 Verena Stolcke[4]